# Aquimarina brevivitae
Espèce
Aquimarina brevivitae est une espèce de bactéries de la famille des Flavobacteriaceae.

## Description
Ce sont des bactéries gram négatives, hétérotrophes et aérobies. Elles sont pigmentées et capables de glisser.

## Taxonomie
Le nom correct complet (avec auteur) de ce taxon est Aquimarina brevivitae (Yoon et al. 2006) Nedashkovskaya et al. 2006.
Aquimarina brevivitae a pour synonyme :
- Gaetbulimicrobium brevivitae Yoon et al. 2006

### Étymologie
L'étymologie du nom spécifique de A. brevivitae est la suivante : bre.vi.vi’tae. L. masc./fem. adj. brevis, court; L. gen. fem. n. vitae, de la vie (même origine que vitis); N.L. gen. fem. n. brevivitae, d'une courte vie, pour faire référence à la courte durée de vie de la souche type en culture.